# Joralemon Street Tunnel
Le Joralemon Street Tunnel, qui portait initialement le nom de Brooklyn-Battery Tunnel est un tunnel ferroviaire qui fait partie de l'IRT Lexington Avenue Line du métro de New York. Il permet actuellement aux métros 4 et 5 de rejoindre Brooklyn depuis la station de Bowling Green dans le Financial District en passant sous l'East River.

## Histoire
Sa construction a duré quatre ans entre 1903 et 1907, et il fut inauguré le 9 janvier 1908. Il s'agit du plus ancien tunnel du métro reliant Manhattan et Brooklyn. L'ingénieur américain Clifford Milburn Holland, qui fut chargé de la construction de plusieurs autres projets majeurs de tunnels routiers ou ferroviaires à New York (Holland Tunnel, Montague Street Tunnel, 60th Street Tunnel) était l'un des ingénieurs du chantier.